# Hypoceromys australis
Hypoceromys australis är en tvåvingeart som beskrevs av Lindner 1958. Hypoceromys australis ingår i släktet Hypoceromys och familjen vapenflugor. Inga underarter finns listade i Catalogue of Life.